# Municipio de Mankato
El municipio de Mankato (en inglés: Mankato Township) es un municipio ubicado en el condado de Blue Earth en el estado estadounidense de Minnesota. En el año 2010 tenía una población de 1969 habitantes y una densidad poblacional de 28,62 personas por km².

## Geografía
El municipio de Mankato se encuentra ubicado en las coordenadas 44°8′35″N 93°56′58″O / 44.14306, -93.94944. Según la Oficina del Censo de los Estados Unidos, el municipio tiene una superficie total de 68.79 km², de la cual 67,07 km² corresponden a tierra firme y (2,5 %) 1,72 km² es agua.

## Demografía
Según el censo de 2010, había 1969 personas residiendo en el municipio de Mankato. La densidad de población era de 28,62 hab./km². De los 1969 habitantes, el municipio de Mankato estaba compuesto por el 95,94 % blancos, el 0,61 % eran afroamericanos, el 0,15 % eran amerindios, el 1,73 % eran asiáticos, el 0,51 % eran de otras razas y el 1,07 % eran de una mezcla de razas. Del total de la población el 1,12 % eran hispanos o latinos de cualquier raza.